# 橋本龍一
橋本 龍一（はしもと りゅういち、1893年3月13日 - 1968年3月30日）は、日本の経営者、銀行家。広島県出身。

## 経歴
尾道商業会議所会頭や第六十六銀行取締役頭取、貴族院多額納税者議員を務めた橋本吉兵衛の長男として生まれる。橋本家は尾道でも有数の豪商の家であった。
1917年に東京帝国大学法学部独法学科を卒業。1930年9月に尾道鉄道社長に就任し、1933年1月には芸備銀行頭取に就任し、第二次世界大戦後末期の1945年4月に政府の「一県一行」政策に基づいて同行と県下4行の新立合併で発足した（新）芸備銀行でも引き続き頭取を務めた。発足後ほどない時期の原爆投下で大きな被害を出した同行の復興の指揮を執り、1950年8月の「広島銀行」への改称後も引き続き頭取を務めた。1968年3月には会長に就任。
1925年に紺綬褒章を受章し、1955年に黄綬褒章を受章し、1961年に藍綬褒章を受章。
1968年3月30日脳軟化症のために死去。75歳没。